# Karditsomagoula
Karditsomagoula  este un oraș în Grecia în prefectura Karditsa.